# Austrotriton
Austrotriton is een geslacht van weekdieren uit de klasse van de Gastropoda (slakken).

## Soorten
- Austrotriton bassi (Angas, 1869)
- Austrotriton epitrema (Tenison Woods, 1877)
- Austrotriton garrardi Beu, 1970
- Austrotriton mimetica (Tate, 1893)
- Austrotriton petulans (Hedley & May, 1908)
- Austrotriton radialis (Tate, 1888) †
- Austrotriton subdistortus (Lamarck, 1822)

### Synoniemen
- Austrotriton cyphoides Finlay, 1924 † => Sassia cyphoides (Finlay, 1924) †
- Austrotriton maorium Finlay, 1924 † => Sassia minima (Hutton, 1873) †
- Austrotriton morgani Marwick, 1931 † => Sassia tortirostris (Tate, 1888) †
- Austrotriton neozelanica P. Marshall & Murdoch, 1923 † => Sassia neozelanica (P. Marshall & R. Murdoch, 1923) †
- Austrotriton parkinsonius (Perry, 1811) => Sassia parkinsonia (Perry, 1811) => Austrosassia parkinsonia (Perry, 1811)